# Latrodectus
Latrodectus – rodzaj jadowitych pająków z rodziny omatnikowatych, liczący 31 gatunków. W języku polskim gatunki z tego rodzaju określane są nazwą wdowa.
Są to pająki o ciele osiągającym do 20 mm długości, kulistym odwłoku, zwykle czarno ubarwionym.
Pająki te często osiedlają się w domach, gdzie dochodzi do większości ukąszeń. Jeśli mają taką możliwość, wolą się schować, niż zaatakować. Większość ukąszeń następuje w czasie ręcznego zbioru siana lub zboża, w wyniku przygniecenia pająka, a także przez samice strzegące kokonów.

## Występowanie
- Latrodectus antheratus – Paragwaj, Argentyna
- Latrodectus apicalis – Galapagos
- Latrodectus atritus – Nowa Zelandia
- Latrodectus bishopi – Stany Zjednoczone
- Latrodectus cinctus – Wyspy Zielonego Przylądka, Afryka, Kuwejt
- Latrodectus corallinus – Argentyna
- Latrodectus curacaviensis – Martynika, Trynidad, południowa Afryka
- Latrodectus dahli – środkowo-zachodnia i centralna Azja
- Latrodectus diaguita – Argentyna
- Latrodectus elegans – Chiny, Birma, Japonia
- Latrodectus erythromelas – Sri Lanka
- Latrodectus geometricus – kosmopolityczny
- Latrodectus hasselti – południowa Azja i Australia, Nowa Zelandia
- Latrodectus hesperus – północna Ameryka, Izrael
- Latrodectus hystrix – Jemen
- Latrodectus indistinctus – Namibia, południowa Afryka
- Latrodectus karrooensis – południowa Afryka
- Latrodectus katipo – (katipo) Nowa Zelandia
- Latrodectus lilianae – Hiszpania
- Latrodectus mactans (czarna wdowa) – Ameryka Północna
- Latrodectus menavodi – Madagaskar, Komory
- Latrodectus mirabilis – Argentyna
- Latrodectus obscurior – Wyspy Zielonego Przylądka, Madagaskar
- Latrodectus pallidus – Wyspy Zielonego Przylądka, Libia, Rosja, Iran
- Latrodectus quartus – Argentyna
- Latrodectus renivulvatus – Afryka, Arabia, Jemen
- Latrodectus revivensis – Izrael
- Latrodectus rhodesiensis – południowa Afryka
- Latrodectus tredecimguttatus (karakurt) – Basen Morza Śródziemnego, Chiny
- Latrodectus variegatus – Chile, Argentyna
- Latrodectus variolus – Stany Zjednoczone, Kanada